# Milites

Los tres estamentos medievales: clero, nobleza y campesinado "Oratores, bellatores e laboratores" (British Library: manuscrito Sloane 2435, f.85).

La palabra latina Milites o Miles, que originalmente indicaba al soldado del cuerpo de infantería auxiliar del ejército romano, se utilizó en la Edad Media para designar hombres libres que utilizan armas, de los cuales se habría originado la clase social de la caballería medieval, los caballeros y, por extensión, origen de la nobleza.
Milites terminaría convirtiéndose en sinónimo de 'soldado', un término general que, en Europa occidental, se asoció con el caballero montado a caballo, porque compuso el cuerpo militar profesional durante la Alta Edad Media. El mismo término, sin embargo, podría significar un soldado de infantería (Milites Pedites). Otros usos incluyen el Milites Templi, refiriéndose a los Caballeros Templarios, o Milites Sancti Jacobi (Orden de Santiago).

## Clasificación social
Oratores, bellatores y laboratores fueron tradicionalmente las tres funciones en las que las personas se dividísn en la sociedad alrededor del Año Mil, como testimonió el obispo Adalberón de Laon. Los primeros oraban por la estabilidad y la seguridad del mundo cristiano, los segundos luchaban, y los terceros, a través de su trabajo manual, proporcionaban el sustento de la sociedad.
En el siglo XI, cada gran señor, para fortalecer su control sobre su señorío, se rodeaba de vínculos de vasallaje. De hecho, necesita profesionales de la guerra: los bellatores o milites, que para asegurarse su lealtad, debe ofrecerles beneficios: honores o tierras. Existen caballeros vasallos que van a habitar en los castillos del señor que ha de mantenerlos (milites castri).
El valor de los milites, en tanto que caballeros de la caballería medieval está documentado además, por la metamorfosis y, más tarde, por la sublimación del papel de la caballería, puesto que, inicialmente, los caballeros eran los hijos no primogénitos de los ricos señores feudales, que eran enviados a luchar en el ejército si el feudo ya había sido heredado por el hijo mayor. La figura del caballero siguió siendo, al menos hasta el siglo XI, la de una especie de forajido áspero y beligerante, que luchaba principalmente por sí mismo y por su propio prestigio. 
Pero cuando, en las comunas, los clérigos estaban preocupados por su violencia e incursiones, los trataban de alistar dirigiéndolos hacia un objetivo mayor: la defensa de la Iglesia. Gracias a este fenómeno, los caballeros se volvieron cada vez más protectores de la fe cristiana, y su emblema fue elevado al modelo del cruzado, que luchaba por una causa común. Alrededor del siglo XII, el caballero cambió su papel para convertirse a veces en un caballero-poeta, refinando su cultura y pasando a distinguirse no solo por sus capacidades militares.

## Milites maioresymilites minores
En la sociedad medieval, especialmente en las comunas, se distinguieron otras dos tipologías relacionadas con el ejército, que se pueden combinar con las clases correspondientes del orden piramidal-jerárquico de la sociedad. Se refieren a los llamados milites maiores, también llamados cives maiores, es decir, aquellos que constituían la caballería del ejército comunal y, por tanto, pertenecían a todos los efectos a la aristocracia. Estaban formados por nobles del contado, descendientes de los valvassore, pero sobre todo de los burgueses, que constituían una especie de 'nueva nobleza' y se organizaban en camarillas, cada una reunida en función de acuerdos basados en relaciones particulares (incluyendo la familia) o intereses y dotadas con estatutos y  magistratura propia. 
También estaban los milites (o cives) minores, que constituían la columna vertebral de la infantería, un papel en el ejército que estaba estrictamente reservado al pueblo. Formados principalmente por artesanos y comerciantes, a través de su especialidad se agrupaban en corporaciones que, al igual que las facciones burguesas, tenían la función de proteger los derechos políticos y los intereses económicos de la clase media baja. Sin embargo, el importante número de personas que formaba la plebe no formaba parte de los cives minores porque carecían del derecho de reunirse en asociaciones.